# Lamanai
Lamanai (del maya yucateco: Lama'an Ai ‘cocodrilo sumergido’) es un sitio arqueológico de la cultura maya precolombina, que se localiza en el Distrito de Orange Walk, noroeste de Belice. El nombre del sitio es de la época precolombina también, y fue registrado por los misioneros españoles y documentado en inscripciones de los mayas como Lam'an'ai(y)n.

## Historia
El sitio adquirió gran importancia durante el Período Preclásico, entre los siglo IV a. C. y siglo I a. C. A pesar de ello posee construcciones posteriores y al parecer siguió ocupada por grupos humanos hasta el siglo XVII de nuestra era. Después de la conquista española de la península de Yucatán, los misioneros católicos establecieron en el sitio un templo cristiano, pero las revueltas de los mayas provocaron que los españoles abandonaran la población.

## Descripción
La mayoría de la zona arqueológica de Lamanai permaneció sin investigar hasta la mitad de la década de 1970. El trabajo arqueológico se ha concentrado en la excavación y restauración de las construcciones más importantes, especialmente el Templo de los Mascarones, el Templo de las Máscaras de Jaguar y el Templo Alto. Desde la cumbre de este último es posible contemplar la jungla que rodea a Lamanai, y en la lejanía, una laguna que forma parte del sistema hidrológico del río Nuevo. Una parte considerable del Templo de las Máscaras de Jaguar permanece cubierto por la tierra o por la espesa vegetación del norte de Belice. Aún sin excavar, el edificio podría ser significativamente mayor que el Templo Alto.

## Investigaciones arqueológicas
La primera descripción detallada de la zona arqueológica de Lamanai fue redactada por Thomas Gann en 1917. Las excavaciones científicas en el lugar comenzaron en 1974, y eran dirigidas por David M. Pendergast del Museo Real de Ontario. Esta temporada arqueológica concluyó en 1988. Mayores excavaciones y obras de restauración se han realizado también a partir de 2004. Las construcciones son exploradas por un equipo de las poblaciones beliceñas de Indian Church y San Carlos.

## Turismo
Es posible acceder a Lamanai en bote desde Orange Walk Town, sobre el cauce del río Nuevo.

## Galería

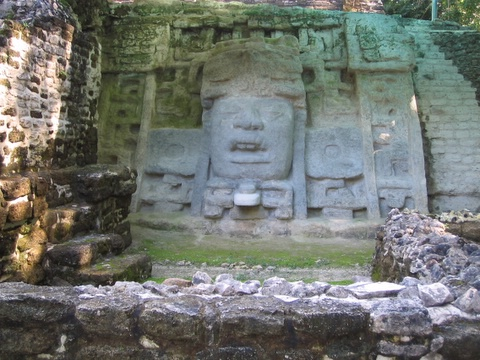
Detalle del Templo de los Mascarones
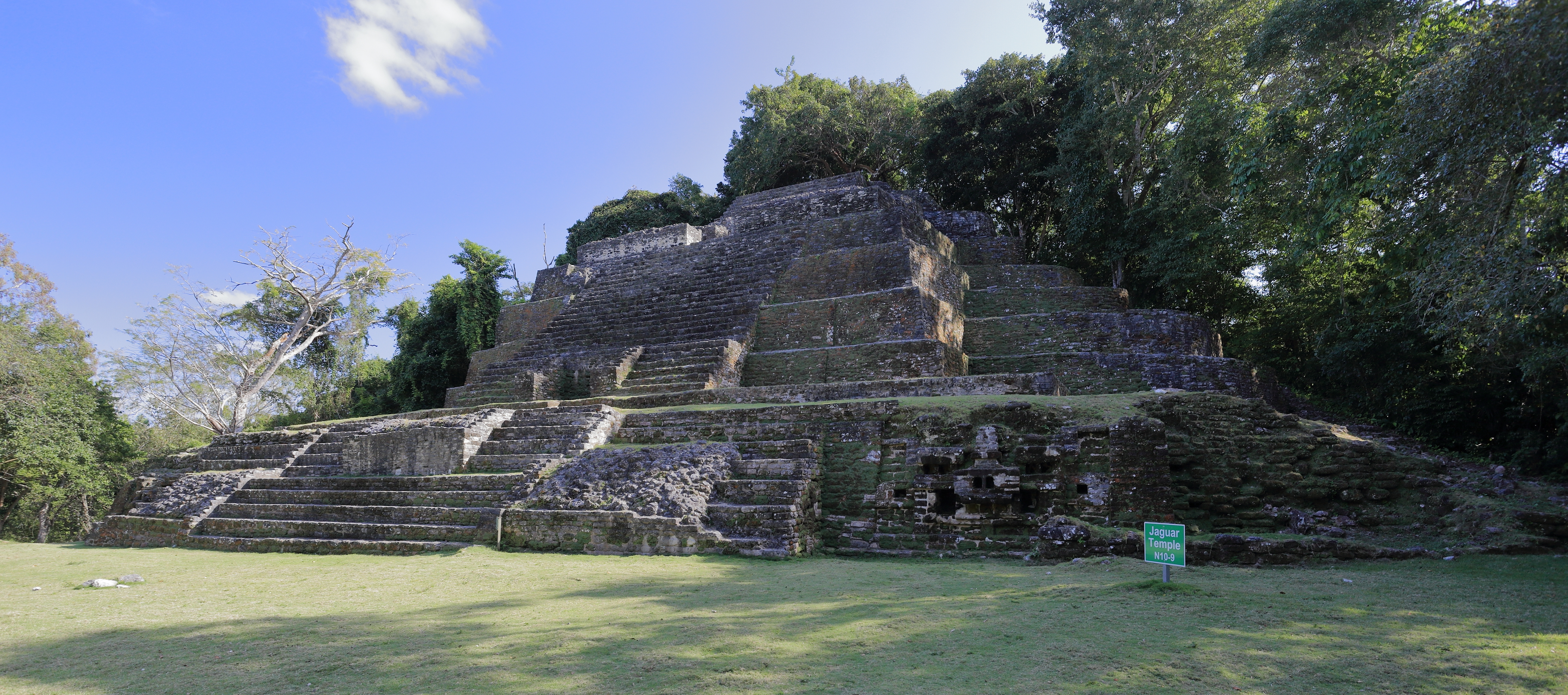
Templo del Jaguar
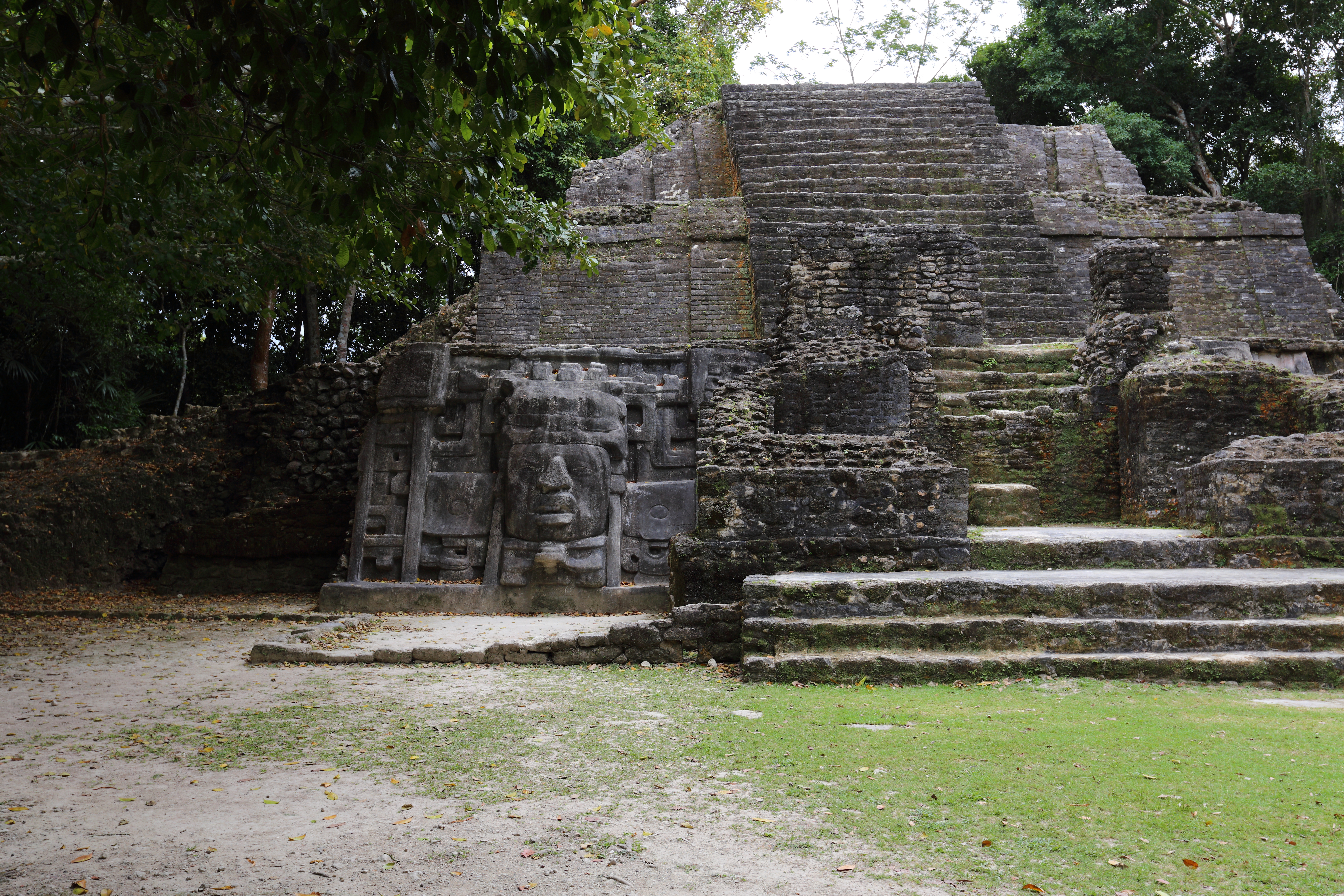
Templo de la Máscara
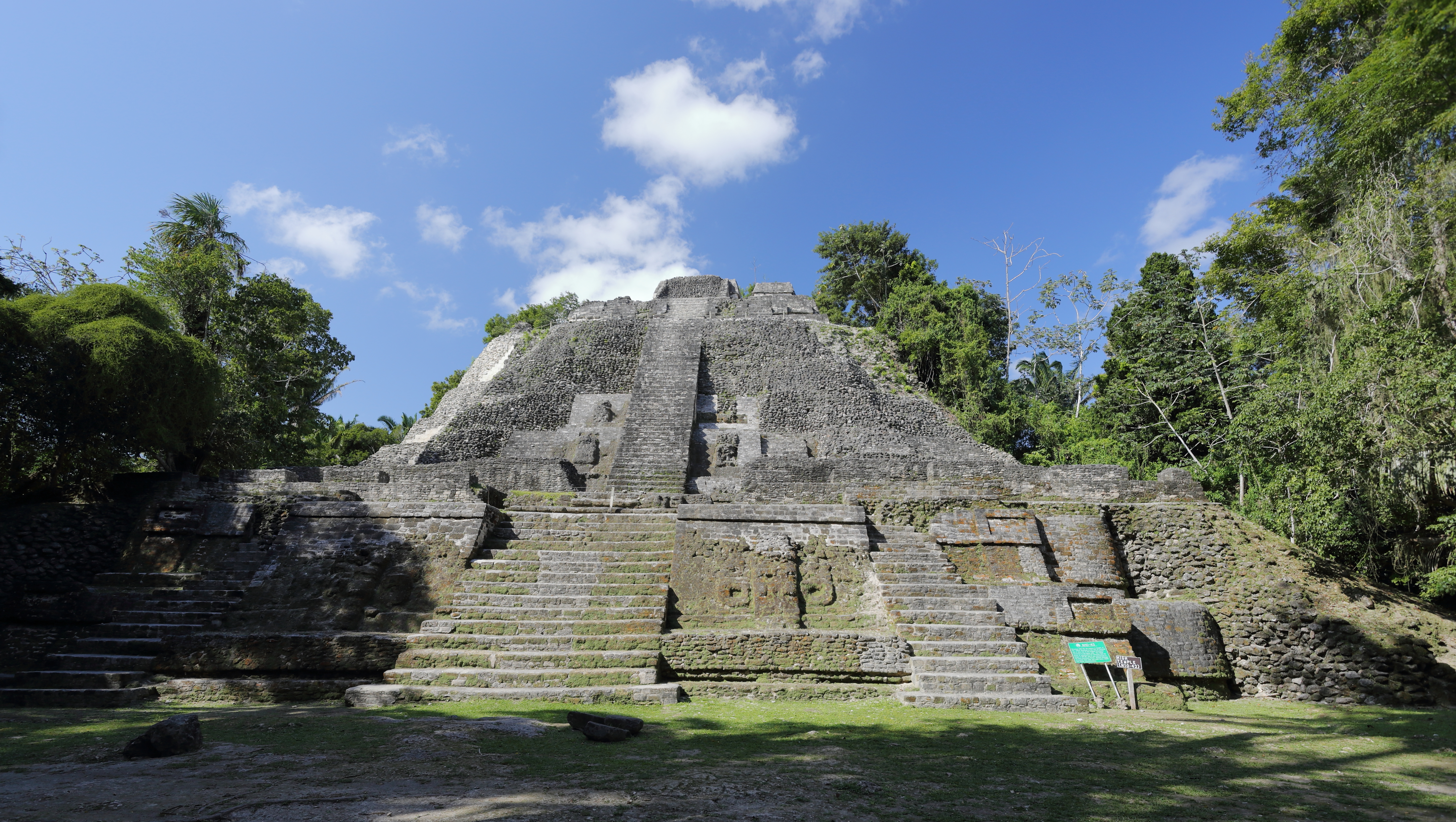
Templo Alto